# Diloba separata
Diloba separata är en fjärilsart som beskrevs av Schultz 1907. Diloba separata ingår i släktet Diloba och familjen nattflyn. Inga underarter finns listade i Catalogue of Life.